# Asteropeia
Asteropeia Thouars, 1807 è un genere di piante angiosperme dell'ordine Caryophyllales, unico genere della famiglia Asteropeiaceae Takht. ex Reveal & Hoogland, 1990.

## Distribuzione e habitat
Il genere è un endemismo del Madagascar.

## Tassonomia
Il genere comprende le seguenti specie:
- Asteropeia amblyocarpa Tul.
- Asteropeia densiflora Baker
- Asteropeia labatii G.E.Schatz, Lowry & A.-E.Wolf
- Asteropeia matrambody (Capuron) G.E.Schatz, Lowry & A.-E.Wolf
- Asteropeia mcphersonii G.E.Schatz, Lowry & A.-E.Wolf
- Asteropeia micraster Hallier f.
- Asteropeia multiflora Thouars
- Asteropeia rhopaloides (Baker) Baill.